# E851
E851 eller Europaväg 851 är en europaväg som går från Petrovac na Moru i Montenegro till Pristina i Kosovo. Längd 323 km.

## Sträckning
Petrovac na Moru - Ulcinj - (gräns Montenegro-Albanien) - (Shkodra) - (gräns Albanien-Kosovo) - Prizren - Pristina

## Standard
Längs E851 i Montenegro byggs sedan 2010 en motorväg. I Albanien, på sträckan till Tirana byggs också motorväg. Se Albanien-Kosovo-motorvägen.
Vägen är i övrigt landsväg.

## Anslutningar till andra europavägar
- E65 två gånger
- E80 två gånger